# Dreifaltigkeitskirche (Gräfenhain)

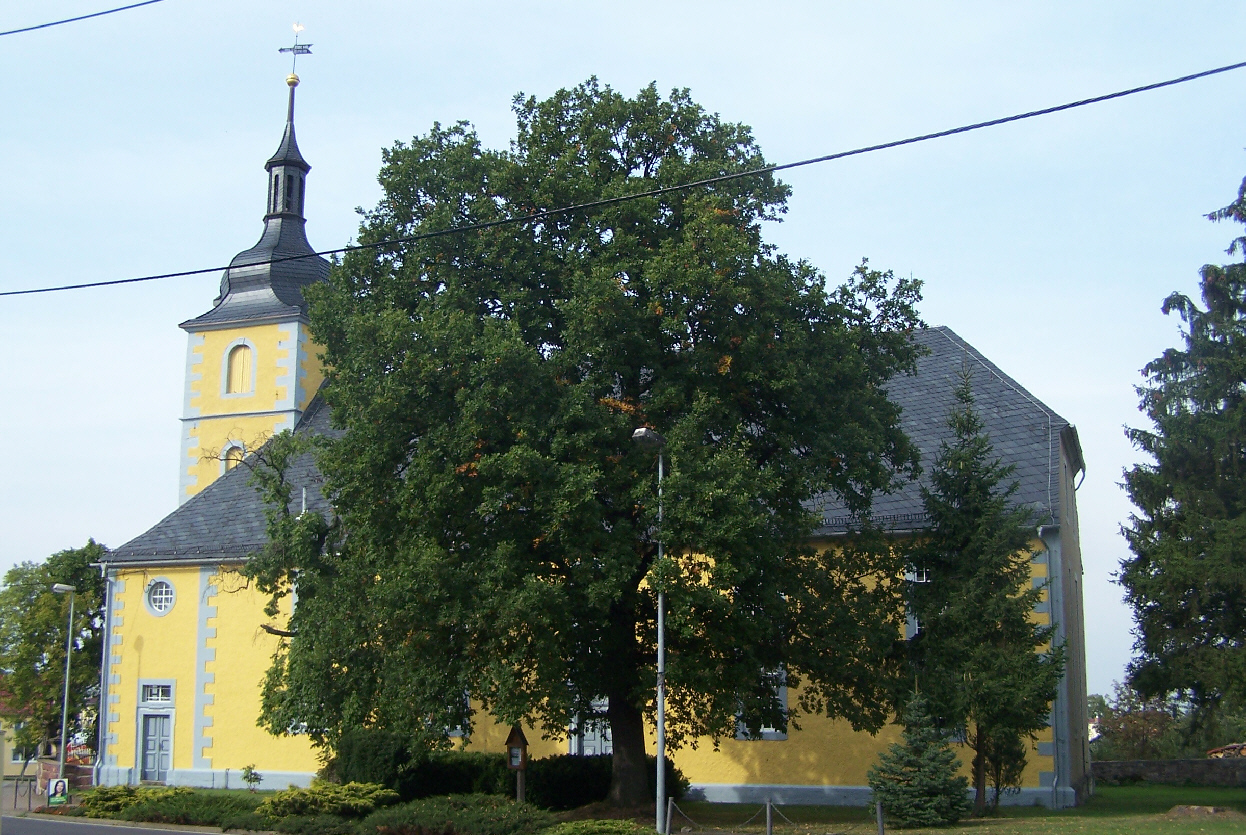
Dreifaltigkeitskirche (Gräfenhain)

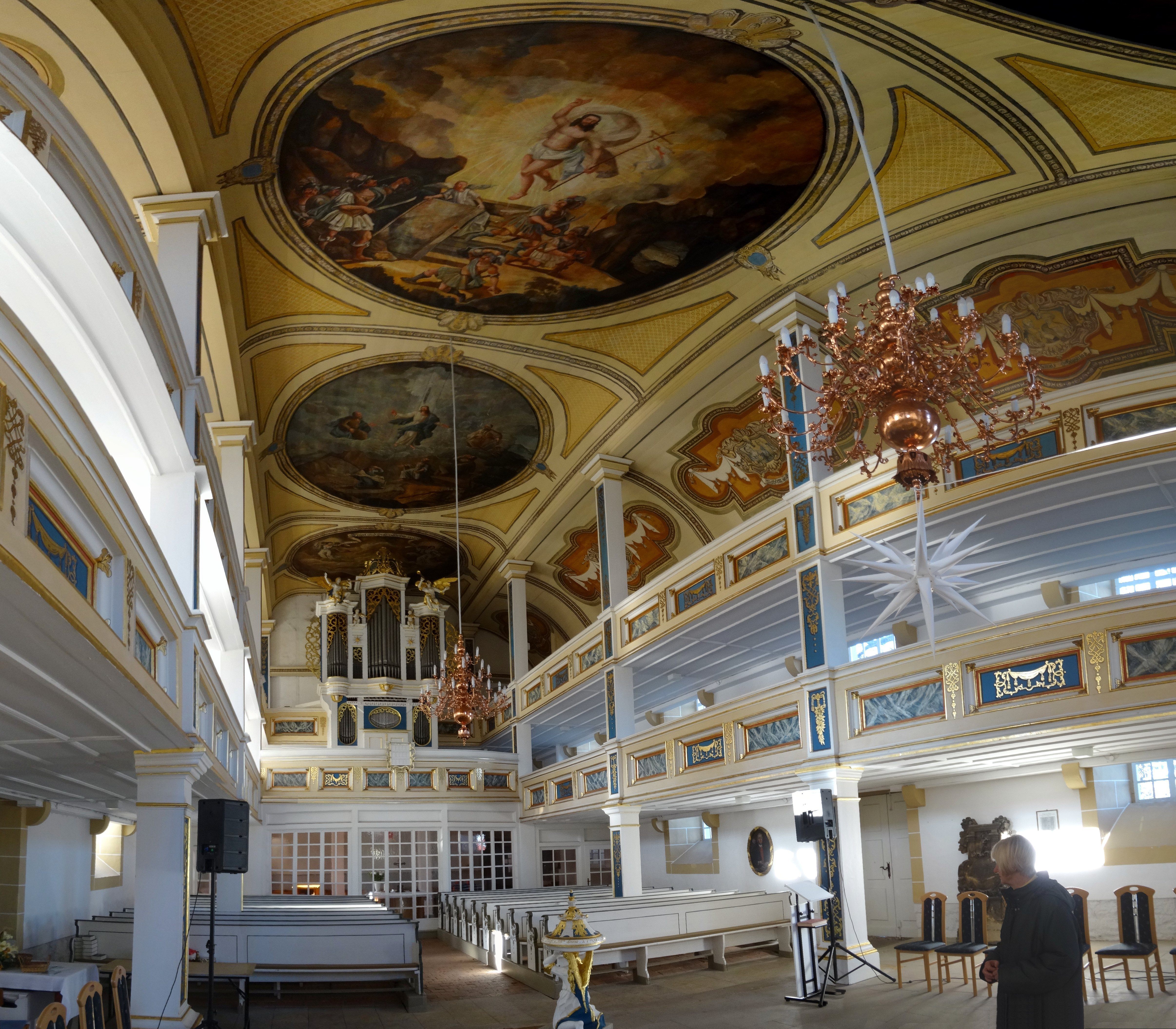
Innenraum nach Westen

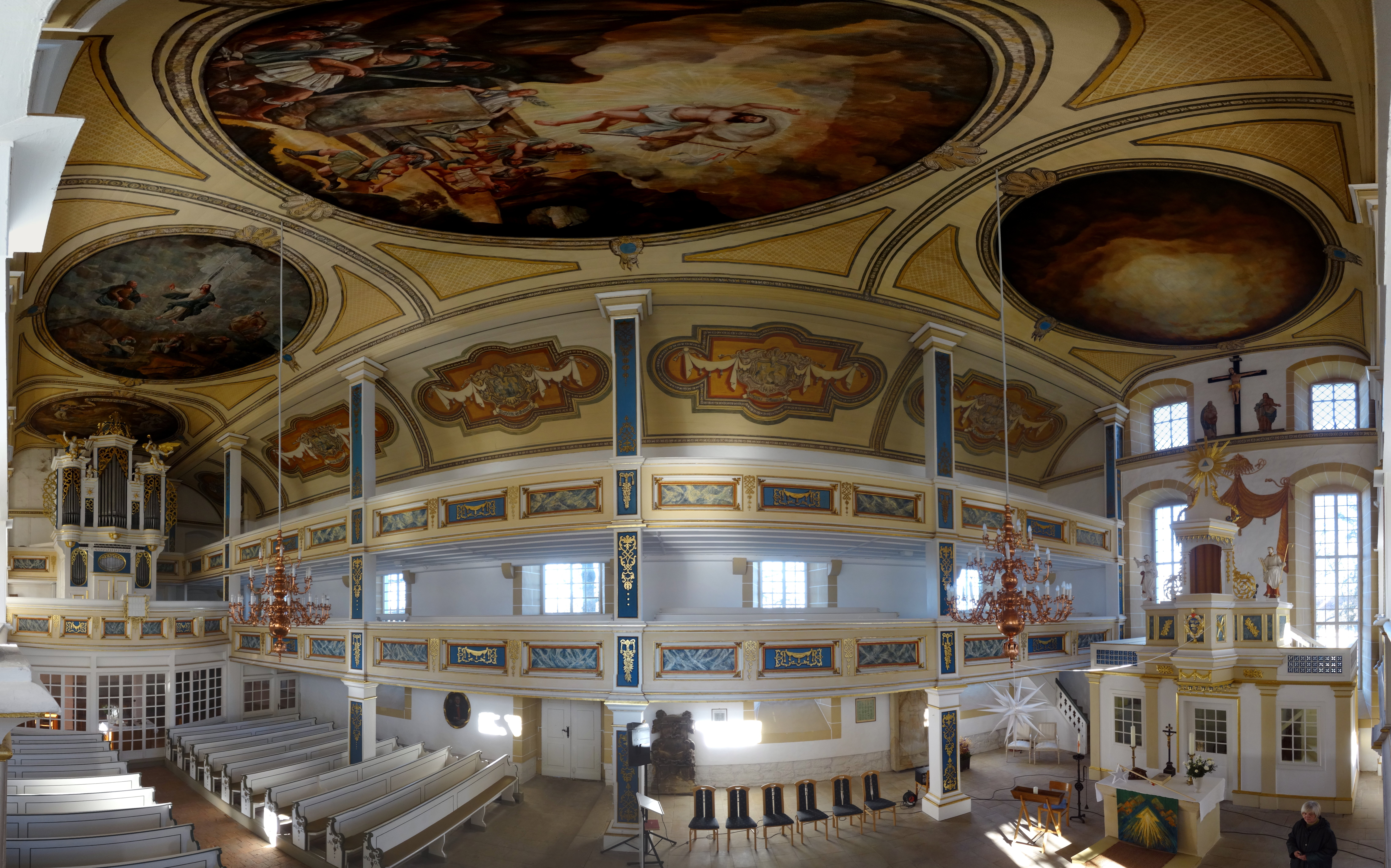
Innenraum-Panorama

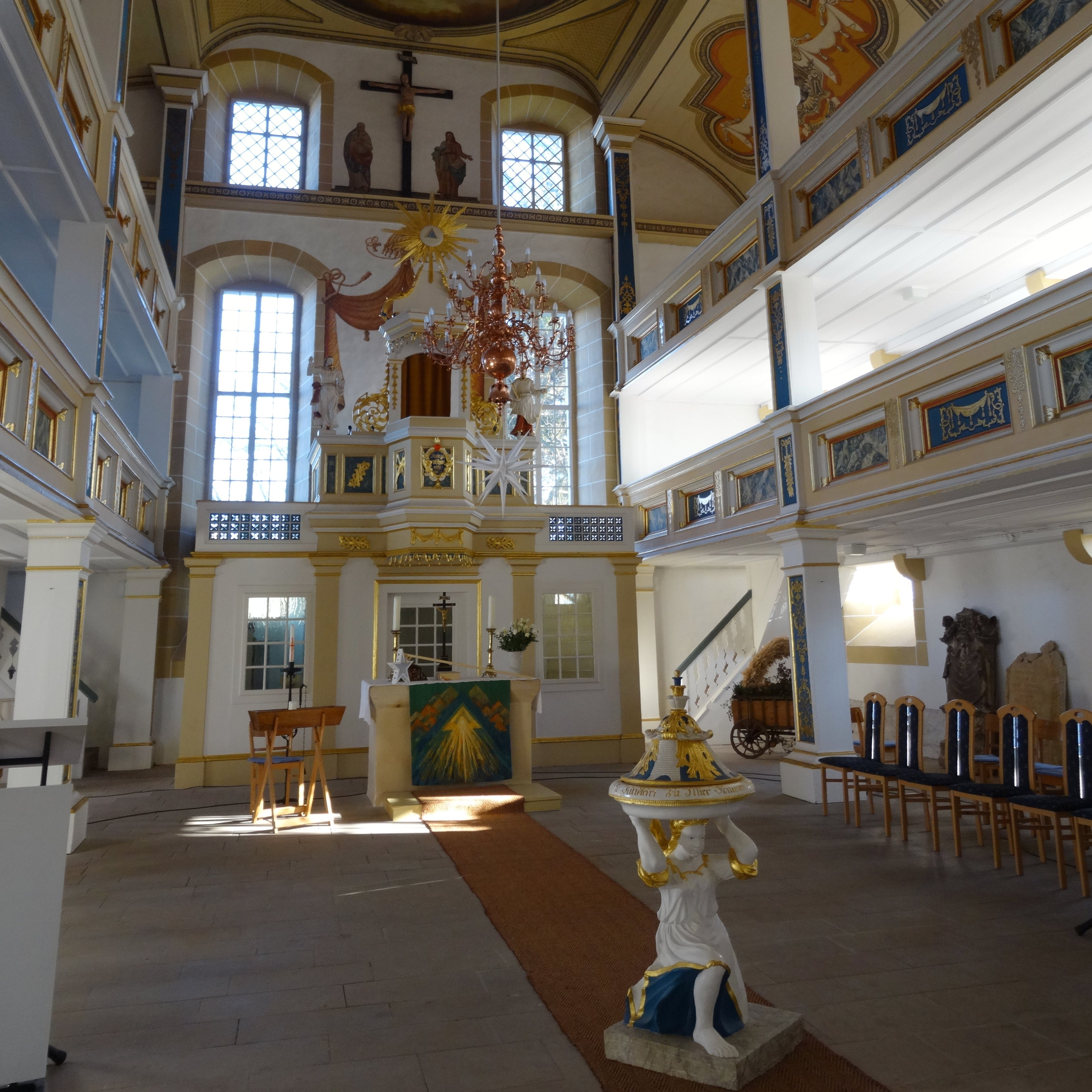
Kanzelaltar und Taufschale

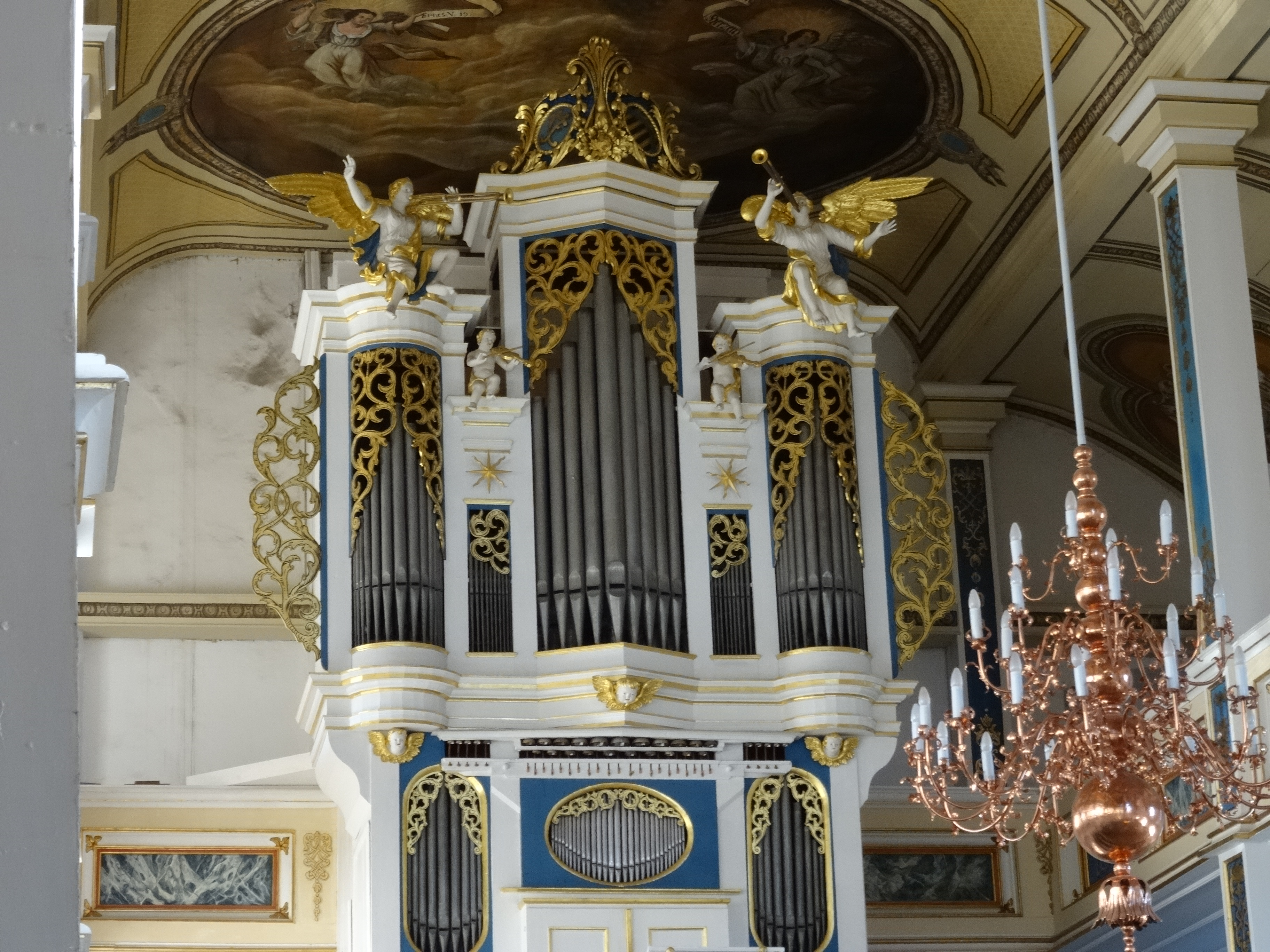
Die Thielemann-Orgel von 1731

Die Dreifaltigkeitskirche ist die evangelische Kirche in Gräfenhain. Der Ort gehört zur Stadt Ohrdruf im Landkreis Gotha in Thüringen.

## Lage
Die kleine Dorfkirche des Waldhufendorfes liegt am Fuß der Nordostabdachung des Thüringer Waldes bei etwa 450–500 Meter über NN.

## Geschichte
Für die Dorfkirche St. Trinitatis legte der Herzog Friedrich II. persönlich 1727 den Grundstein. Johann Erhard Straßburger gestaltete das nach einjähriger Bauzeit errichtete und am 4. Juni 1728 geweihte Gotteshaus im Stil der barocken Thüringer Gestaltungskunst des 18. Jahrhunderts.
In der Folgezeit wurde die Kirche qualitätsvoll ausgestattet durch den Gothaer Bildhauer Graff, den Hofmaler Georg Conrad Dörffling (Kanzelaltar und Orgelprospekt) und den Arnstädter Hofmaler Gottfried Wunderlich, der im Jahre 1745 die Deckenbilder schuf. Die Oberbauleitung beim Kirchenbau hatte der Architekt Johann Erhard Straßburger inne. Die Kirche wurde 1993 bis 1996 restauriert. Sie ist heute ein geschütztes Kulturdenkmal.

## Architektur und Ausstattung
In den außen schlichten Kirchenbau wurden Reste des Vorgängerbaus im Erdgeschoss mit einbezogen.
Das Innere der Emporenhalle ist geprägt vom Gegensatz zwischen den klassizistisch strengen Formen der Pfeilder und Emporen und den üppigen barocken Deckengemälden, die von dem Grafiker und Maler Gert Weber wieder zu vollem Glanz gebracht wurden. Die Gemälde an Decken- und Emporenmalereien zeigen Brustbilder von Propheten und Evangelisten und die Auferstehung Jesu Christi. Der Gothaer Historiker Johann Heinrich Gelbke schrieb, dass die Kirche zwei Emporen enthielt „auf beyden Seiten für die Mannspersonen und unten 34 Weiberstühle, in deren jedem 7 bis 8 Personen sitzen können“. Gelbke benennt die Kosten für den Bau der Kirche mit 4724 Meißner Gulden ohne die Kosten für Orgel und Malerei.
Das Deckenbild ist ein Bild über Martin Luther und die Wandbilder von Maria und Johannes über dem farbig gestalteten Kanzelaltar aus dem Jahr 1745. Ein spätmittelalterliches Kruzifix aus dem 16. Jahrhundert stammt vom Vorgängerbau. Der Westturm ist quadratisch mit geschweifter Schieferhaube und hoher Laterne.

## Orgel
Der Gothaer Hoforgelbauer Johann Christoph Thielemann lieferte 1731 die Orgel, die heute zu den bedeutendsten Barockwerken der Bachzeit in Thüringen zählt. Sie besitzt 22 Register auf zwei Manualen und Pedal. Die Orgel wurde 1996 durch die Firma Orgelbau Waltershausen nach Originaldisposition restauriert. An diesem Instrument entstanden mehrere CD-Einspielungen. Die Disposition lautet:
| I Manual CD–c3 |        |
| Quintatön      | 16′    |
| Principal      | 8′     |
| Gedackt        | 8′     |
| Octava         | 4′     |
| Spiel Flaute   | 4′     |
| Quinta         | 3′     |
| Octava         | 2′     |
| Tertia         | 1 3⁄5′ |
| Mixtur VI      |        |
| Trombetta      | 8′     |

| II Brustwerk CD–c3 |       |
| Gedackt            | 8′    |
| Quintatön          | 8′    |
| Principal          | 4′    |
| Gedackt            | 4′    |
| Octava             | 2′    |
| Quinta             | 1 ⁄2′ |
| Octava             | 1′    |
| Mixtur IV          |       |

| Pedal CD–c1 |     |
| Subbaß      | 16′ |
| Violonbaß   | 16′ |
| Octavbaß    | 8′  |
| Posaunenbaß | 16′ |

- Sonstige Register: Cymbelstern, Glockenspiel (Diskant).
- Koppeln: Schiebekoppel Manual-Brustwerk, Windkoppel Pedal-Manual.
- Nebenregister und Spielhilfen: Tremulant, Calcant, 3 Sperrventile.